# Ольшанка (верхний приток Хопра)
Ольша́нка — река в Ртищевском районе Саратовской области, левый приток Хопра.
Длина — 42 км, площадь водосборного бассейна — 400 км². Берёт начало близ железнодорожного разъезда Платицинский. Впадает в Хопёр в 806 км от устья, близ села Нижнее Голицыно.
На реке расположен город Ртищево.

## Населённые пункты на реке
По порядку от истока:
- Аннино
- Ртищево
- Стройиндустрия
- Заря Социализма
- Бакунинский
- Нижнее Голицыно
- Курган